# Klingenberg (Saxônia)
Klingenberg é um município da Alemanha, situado no distrito de Sächsische Schweiz-Osterzgebirge, no estado da Saxônia. Tem 86,56 km² de área, e sua população em 2019 foi estimada em 6.781 habitantes.